# Udoteaceae
Udoteaceae, nekadašnja porodica zelenih algi u redu Bryopsidales. Postojalo je oko osamdesetak priznatih vrsta u 18 rodova. Rodovi ove porodice priključeni su porodici Halimedaceae Ime je došlo po rodu Udotea.

## Rodovi i broj vrsta
1. Boodleopsis A.Gepp & E.S.Gepp  9
2. Botryodesmis Kraft  1
3. Callipsygma J.Agardh  1
4. Chlorodesmis Harvey & Bailey  11
5. Chloroplegma G.Zanardini  1
6. Coralliodendron Kützing  1
7. Flabellaria J.V.Lamouroux  1
8. Flabellia Reichenbach  1
9. Penicillus Lamarck  10
10. Poropsis Kützing  1
11. Pseudochlorodesmis F.Børgesen  4
12. Pseudopenicillus O.Dragastan et al.  1
13. Rhipidosiphon Montagne  3
14. Rhipiliella Kraft  1
15. Rhipocephalus Kützing  2
16. Siphonogramen I.A.Abbott & Huisman  2
17. Tydemania Weber-van Bosse  1
18. Udotea J.V.Lamouroux  35